# Hydropus moserianus
Hydropus moserianus är en svampart som tillhör divisionen basidiesvampar, och som beskrevs av Cornelis Bas. Hydropus moserianus ingår i släktet Hydropus, och familjen Porotheleaceae. Arten har ej påträffats i Sverige.